# Liste des cathédrales de Tunisie
Cet article recense les cathédrales de Tunisie.

## Liste
- Cathédrale Saint-Vincent de Paul à Tunis (catholique)
- Cathédrale Saint-Louis à Carthage (ancienne cathédrale catholique)